# Physoconops floridanus
Physoconops floridanus är en tvåvingeart som beskrevs av Camras 1955. Physoconops floridanus ingår i släktet Physoconops och familjen stekelflugor. Inga underarter finns listade i Catalogue of Life.